# Ražnjić (otok)
Ražnjič je majhen nenaseljen otok v Jadranskem morju, ki pripada Hrvaški in je del Cavtatskih otokov.
Otok je popolnoma prost, brez sledi kopenske flore. Površina otoka je 7222 m2, najvišji vrh pa se dviga 4 metre od morja.
Otok je del ornitološkega rezervata rumenoglavega galeba.